# 平克尼号驱逐舰
平克尼号驱逐舰（USS Pinckney (DDG-91)）是美国海军阿利·伯克级驱逐舰的第四十一艘，以海军上士威廉·平克尼命名。
平克尼号驱逐舰于2001年7月16日在密西西比州帕斯卡古拉的英戈尔斯造船厂安放龙骨，2002年6月26日下水，2004年5月29日服役。

## 船史
平克尼号于 2005 年 9 月进行了首次部署。部署期间，她访问了关岛、新加坡、澳大利亚、斐济和夏威夷。在这次部署中，“平克尼”号成为有史以来第一艘为马克五（MK V）高性能战斗艇加油和补充燃料的导弹驱逐舰。2006 年 2 月 24 日，该舰在航行五个月后返航。
2007 年 2 月 16 日，平克尼号被授予 2006 年战斗力奖（原战斗效率奖，俗称战斗 "E"）。
2007 年 4 月 2 日，平克尼号与“尼米兹”号航空母舰一起离开圣迭戈，进行为期 6 个月的部署。她于 2007 年 9 月 30 日返航。
2014年3月8日，平克尼號被派往馬來西亞航空MH370班機可能墜海的南中國海靠近越南南部的海域參與多國聯合搜救行動。
2023 年 11 月 7 日，平克尼号在圣迭戈港的通用动力 NASSCO 造船厂停靠两年后，在前往海试的途中被发现在上层建筑两侧安装了SEWIP Block 3套件。

### 部署
- 2005年9月--2006年2月24日首次部署[14]
- 2007年4月2日至2007年 9月30日西太平洋
- 2020年1月17日至2020年10月5日第4舰队

## 外部連結
- USS Pinckney official website Archive.today的存檔，存档日期2013-12-12
- navsource.org: USS Pinckney （页面存档备份，存于）
- navysite.de: USS Pinckney （页面存档备份，存于）